# Hell in a Cell 2017
Hell in a Cell (2017) was een professioneel worstel-pay-per-view (PPV) en WWE Network evenement dat geproduceerd werd door WWE voor hun SmackDown brand. Het was de 9e editie van Hell in a Cell en vond plaats op 8 november 2017 in het Little Caesars Arena in Detroit, Michigan.

## Matches
| Nr. | Match                                                                                     | Winnaar(s)                    | Opmerkingen                                                        | Bron  |
| --- | ----------------------------------------------------------------------------------------- | ----------------------------- | ------------------------------------------------------------------ | ----- |
| 1p  | Chad Gable & Shelton Benjamin vs. The Hype Bros (Mojo Rawley & Zack Ryder)                | Chad Gable & Shelton Benjamin | Tag team match.                                                    | [ 2 ] |
| 2   | The Usos (Jimmy & Jey Uso) vs. The New Day (Big E & Xavier Woods) (c) (met Kofi Kingston) | The Usos                      | Hell in a Cell match voor het WWE SmackDown Tag Team Championship. | [ 2 ] |
| 3   | Randy Orton vs. Rusev                                                                     | Randy Orton                   | Eén-op-één match.                                                  | [ 2 ] |
| 4   | Baron Corbin vs. AJ Styles (c) vs. Tye Dillinger                                          | Baron Corbin                  | Triple Threat Match voor het WWE United States Championship.       | [ 2 ] |
| 5   | Charlotte Flair vs. Natalya (c)                                                           | Charlotte Flair (nc)          | Eén-op-één match voor het WWE SmackDown Women's Championship.      | [ 2 ] |
| 6   | Jinder Mahal (c) (met The Singh Brothers) vs. Shinsuke Nakamura                           | Jinder Mahal                  | Eén-op-één match voor het WWE Championship.                        | [ 2 ] |
| 7   | Bobby Roode vs. Dolph Ziggler                                                             | Bobby Roode                   | Eén-op-één match.                                                  | [ 2 ] |
| 8   | Kevin Owens vs. Shane McMahon                                                             | Kevin Owens                   | Falls Count Anywhere Hell in a Cell match.                         | [ 2 ] |